# باشگاه فوتبال آلبیرکس نیگاتا سنگاپور
باشگاه فوتبال آلبیرکس نیگاتا سنگاپور یک باشگاه فوتبال سنگاپوری است که در لیگ برتر سنگاپور بازی می‌کند. این باشگاه یک تیم اقماری آلبیرکس نیگاتا ژاپن است.

## تاریخچه
آلبیرکس نیگاتا سنگاپور، یک تیم اقماری از باشگاه ژاپنی آلبیرکس نیگاتا، در سال ۲۰۰۴ به لیگ برتر سنگاپور پیوست. در آن سال بود که اتحادیه فوتبال سنگاپور تصمیم گرفت تیم‌های خارجی را در لیگ دعوت کند تا مشکلات حضور ضعیف را حل کند. برای اولین سال حضور باشگاه در لیگ، در قسمت میانی جدول رده بندی قرار گرفت.
در سال ۲۰۰۸، دایسوکه کوریناگا رئیس باشگاه شد که اصلاحاتی را در باشگاه به منظور بهبود جایگاهش در لیگ انجام داد. از جمله این موارد، کسب حمایت مالی از شرکت‌های ژاپنی با حضور در سنگاپور بود، با این که باشگاه تا ۵۰ حامی داشت و با راه‌اندازی یک مدرسه رقص و یک آکادمی، تعامل هواداران را بهبود بخشید. پس از آن باشگاه عملکرد لیگ خود را بهبود بخشید و در فصل ۲۰۰۸ به مقام هفتم، در فصل ۲۰۱۲ رتبه سوم و در فصل ۲۰۱۶ به عنوان قهرمان رسید. این باشگاه در فصل ۲۰۱۸ خود در هیچ مسابقه‌ای شکست نخورد.

## افتخارات
از مهم‌ترین افتخارات این باشگاه می‌توان به ۴ قهرمانی در هر دو فصل ۲۰۱۶ و ۲۰۱۷ اشاره کرد. این باشگاه در این سال‌ها توانست قهرمان لیگ برتر سنگاپور، جام حذفی سنگاپور، جام لیگ سنگاپور و جام خیریه سنگاپور شود.